# Sunhouse Group
Sunhouse Group (tên đầy đủ: Công ty Cổ phần Tập đoàn Sunhouse, tiếng Anh: Sunhouse Group.,JSC) là công ty chuyên về các thiết bị gia dụng được thành lập tại Việt Nam ngày 22 tháng 5 năm 2000. Tên ban đầu của doanh nghiệp này là Công ty trách nhiệm hữu hạn (TNHH) Phú Thắng, tới năm 2010, công ty lấy tên như hiện tại.

## Lịch sử
Ngày 22 tháng 5 năm 2000, thành lập công ty TNHH Phú Thắng - tiền thân của Tập đoàn Sunhouse. Công ty ban đầu chủ yếu hoạt động trong lĩnh vực nhập khẩu và phân phối đồ gia dụng (xoong, nồi, chảo,...), dây cáp điện.
Đến năm 2004, để tập trung đầu tư vào quá trình sản xuất đồ gia dụng, công ty TNHH Phú Thắng đã liên doanh với đối tác  công ty TNHH Sunhouse Hàn Quốc, thành lập Công ty TNHH Sunhouse (Việt Nam).
Vào năm 2010, công ty có sự chuyển đổi về loại hình doanh nghiệp, đổi tên thành Công ty Cổ phần Tập đoàn Sunhouse. 
Năm 2015, Sunhouse được vinh danh trong top 100 thương hiệu Việt Nam tiêu biểu của năm tại lễ trao Giải thưởng Sao Vàng đất Việt. 
Năm 2017, Electrolux - tập đoàn sản xuất đồ gia dụng hàng đầu của Thụy Điển - đã có cuộc đàm phán, thương thảo với Sunhouse về việc mua lại công ty này. Tuy nhiên, thương vụ mua lại và sáp nhập ước tính trị giá 250 triệu USD này đã không thành công. 
Từ một đơn vị liên doanh với số vốn 7 triệu USD đầu tư cho nhà máy vi mạch Narae, đến năm 2019, Sunhouse đã sở hữu hoàn toàn nhà máy Surface Mount Technology Narae Sunhouse System. Cuối năm 2019, Sunhouse đã hợp tác với Tospo (Hàn Quốc), khánh thành Nhà máy SUNHOUSE Lighting tại cụm công nghiệp Ngọc Liệp, Quốc Oai, Hà Nội. Đây là nhà máy tập trung vào sản xuất thiết bị chiếu sáng dân dụng, bóng đèn LED nhằm phục vụ cho thị trường xuất khẩu Mỹ. 